# Figline Valdarno

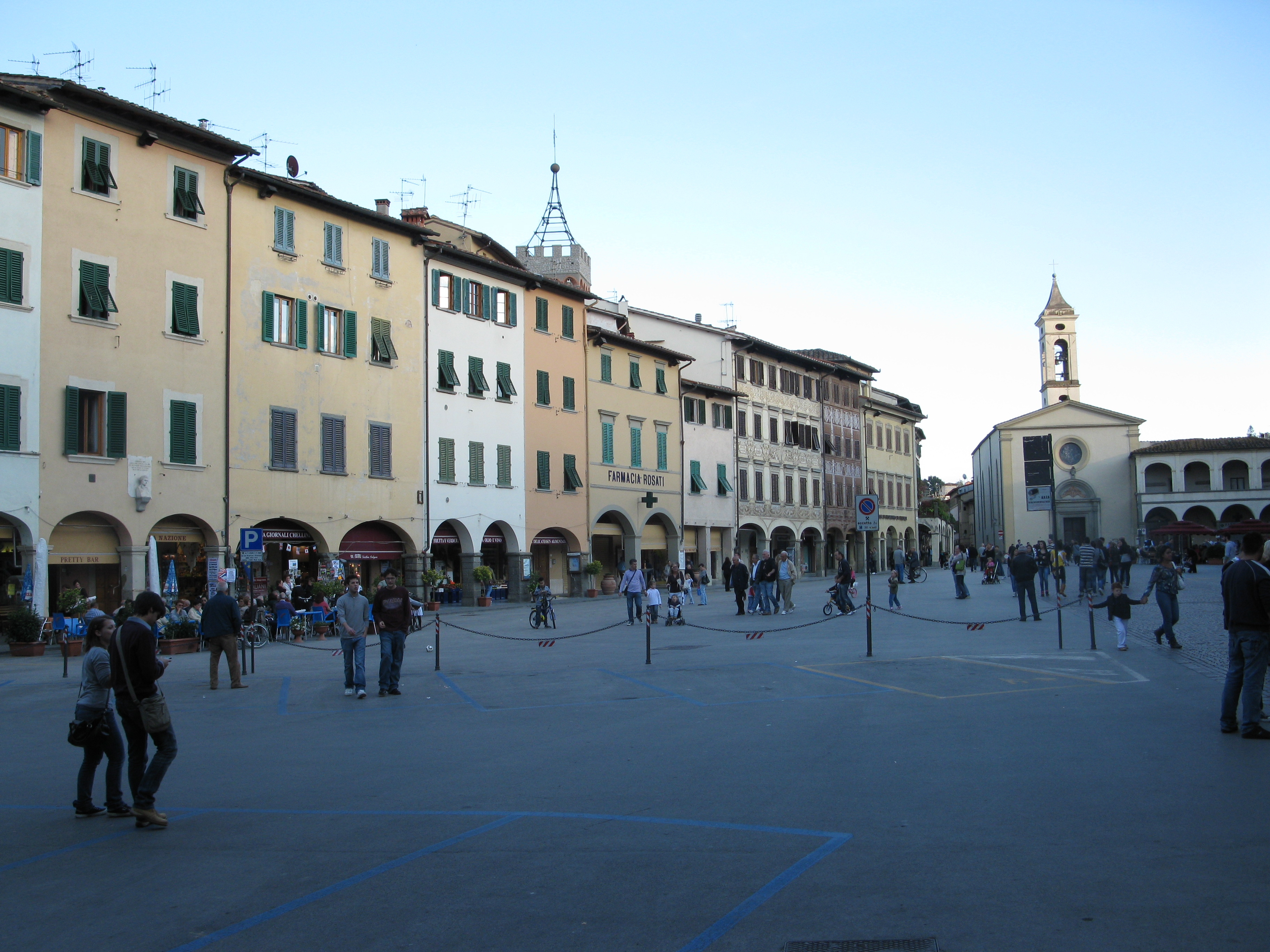
Piazza Marsilio Ficino

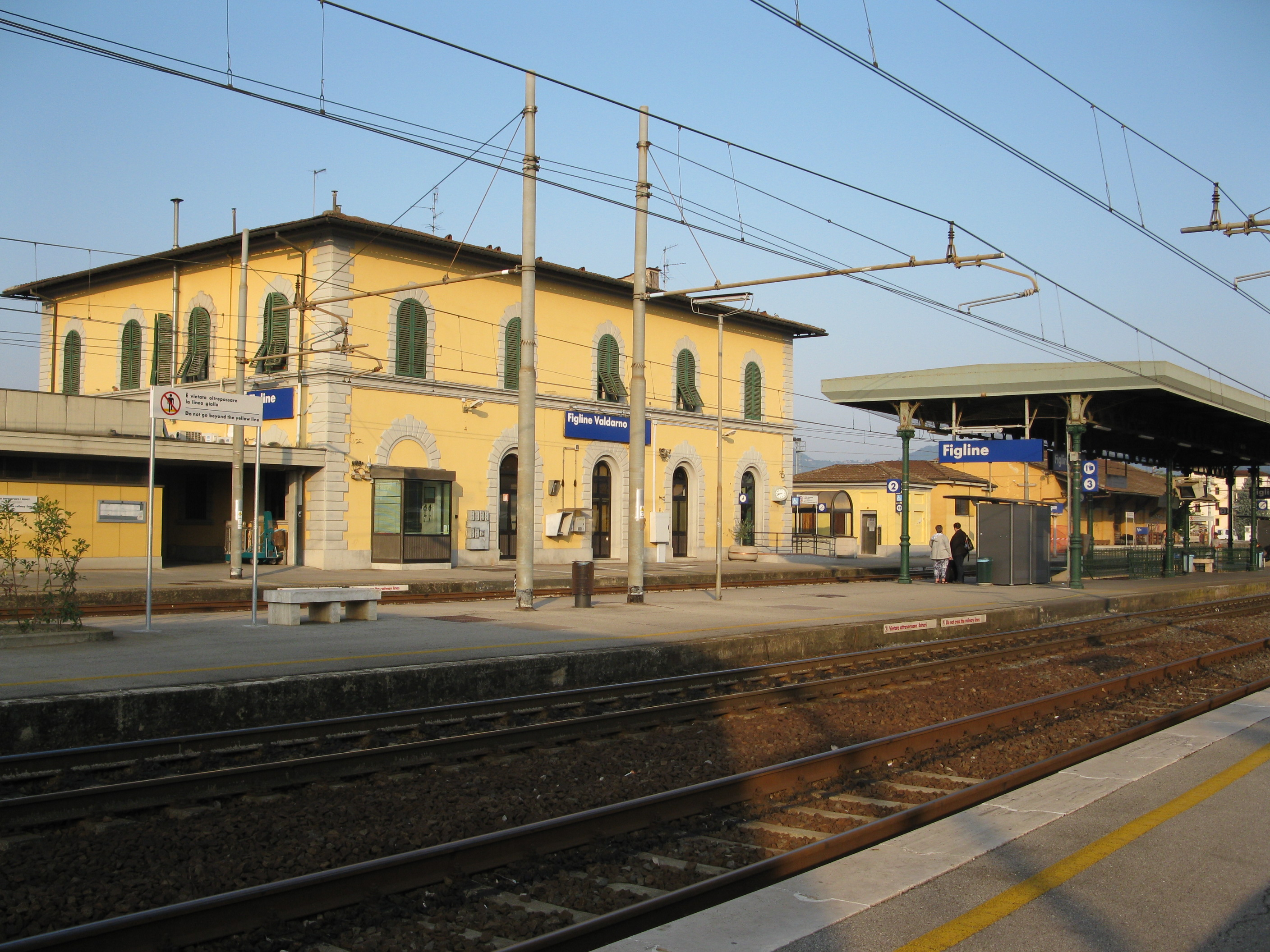
station

Figline Valdarno is een stad en een voormalige gemeente in de Italiaanse provincie Florence (regio Toscane). Op 1 januari 2014 is Figline gefuseerd met Incisa in Val d'Arno tot de nieuwe gemeente Figline e Incisa Valdarno. De oude gemeente Figline lag circa 25 km ten zuidoosten Florence in het Valdarno Superiore, een groot bekken in het dal van de Arno ten noorden van Arezzo. De gemeente is goed bereikbaar via de A1 Milaan - Rome en de spoorlijn Florence - Rome. Figline telde 16.769 inwoners op 31 december 2012. De oppervlakte bedroeg 71,7 km², de bevolkingsdichtheid was 237 inwoners per km².

## Demografie
De voormalige gemeente Figline Valdarno telde ongeveer 6357 huishoudens. Het aantal inwoners steeg in de periode 1991-2001 met 3,8% volgens cijfers uit de tienjaarlijkse volkstellingen van ISTAT.
| Jaar | Inwoneraantal |
| ---- | ------------- |
| 1991 | 15.699        |
| 2001 | 16.301        |
| 2004 | 16.769        |
| 2012 | 16.971        |

## Bekende inwoners
- Sting (1951), Brits zanger
- Leonardo Capezzi (1995), voetballer

## Geografie
De oude gemeente Figline Valdarno strekte zich uit van het Arnodal op 118 m tot de heuvels van de Chianti (Monte del Chianti) op ca. 670 m boven zeeniveau. Het oude centrum van de stad Figline ligt op ca. 126 m. boven zeeniveau.
Binnen de gemeente Figline lagen de volgende kernen: Brollo, Carresi, Celle, Gaville, Lo Stecco, Poggiolino, Ponte agli Stolli, Restone en San Martino a Torreggi. Het dorp San Donato in Avane is begin jaren 80 door bruinkoolwinning in dagbouw geheel van de kaart verdwenen.
Figline Valdarno grensde aan de volgende gemeenten: Castelfranco di Sopra (AR), Cavriglia (AR), Greve in Chianti, Incisa in Val d'Arno, Pian di Scò (AR), Reggello, San Giovanni Valdarno (AR).

## Verkeer en vervoer
De stad Figline Valdarno beschikt over een treinstation.

## Partnersteden
- Pfungstadt (Duitsland), sinds 1993
- Malgrat de Mar (Spanje), onbekend